# گریبان‌ور

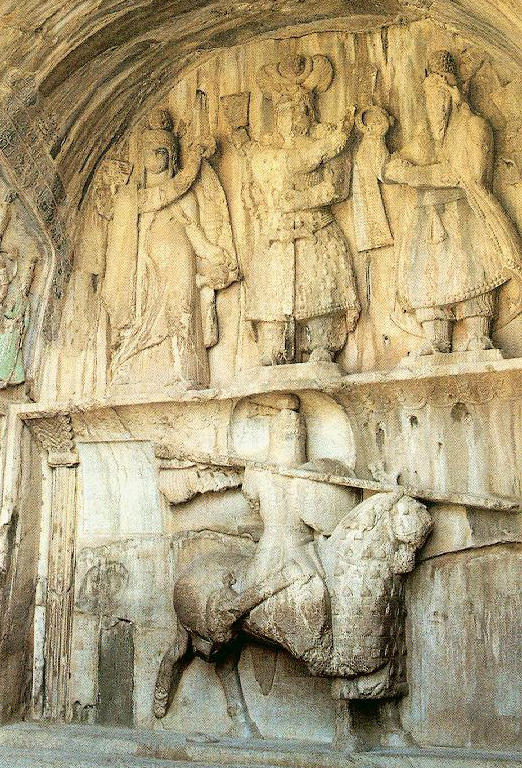
سنگ نگاره ایرانی از یک سوارکار با زره سنگین، از امپراتوری ساسانی، در طاق بستان، حوالی کرمانشاه، ایران (سده ششم میلادی).

گَریبان‌وَر (به معنای: پوشندهٔ محافظ گردن) نیروهای یگان ویژهٔ در اواخر اشکانیان و ساسانیان بودند که به اندازهٔ شوالیه‌ها یا کاتافراکت‌ها جنگجو بودند. با توجه به منابع رومی گریوپنور توانایی به چوب آویختن دو مرد با نیزه سنگین و طولانی خود داشتند. شواهد تاریخی نشان می‌دهد که زره پوش گریوپنور از سنت ماساگت و همچنین بازماندهٔ پوشش نظامی ایرانی در اواخر دورهٔ هخامنشی است.

## ریشه‌شناسی
نام گریبان‌ور مشتق شده از واژه‌های فارسی میانه مثل گریو-بان (محافظ-گردن) که کلاه محافظ گردن جنگجویان است. در قرن سوم میلادی رومیان شروع به استقرار چنین سواره نظامی کردند. آنها نیز خواستار کلیباناری بودند و نام را از گریبان‌ور گرفتند.

## سلاح‌ها و تاکتیک‌ها
سلاح‌ها و تاکتیک‌های گریبان‌ور مانند سواره نظام کاتافراکت بود. جنس زره از جوشن و برنج در مقیاس سنگین و قدرت مند بود که با گره به هم متصل شده بود. هچنین برای نبرد نزدیک به شمشیر دراز و گرز مجهز بودند در تاکتیک نظامی بسیار شبیه به کاتافراکت بودند و معمولاً از تاکتیک شک در نبرد استفاده می‌کردند تا بتوانند زدن ضربهٔ نهایی به دشمن را مدیرت کنند.